# Alexander Helios
Alexander Helios (grekiska Αλέξανδρος Ήλιος), född 25 december 40 f.Kr., död efter år 30 f.Kr., var son till Kleopatra VII och Marcus Antonius. Hans yngre tvillingsyster var Kleopatra Selene. Helios betyder solen och Selene månen.
År 34 f.Kr utropades han vid sex års ålder av sina föräldrar till kungarnas kung och härskare över Armenien, Medien, Parthien och allt land mellan Eufrat i väster och Indus i öster, medan hans tvilligsyster blev drottning över Kyrene och Libyen och deras två år gamla lillebror kung över Fenicien, Syrien och Kilikien. Strax därpå förlovades han med Iotape av Media Atropatene, som fördes till honom för att växa upp tillsammans med honom. 
År 30 f.Kr besegrades hans föräldrar av Octavianus i Slaget vid Actium, varefter fadern avled och modern begick självmord. Deras sjuttonårige bror Caesarion ska kort efter föräldrarnas död ha mördats, men de yngre syskonen, de tio år gamla tvillingarna Alexander Helios och Kleopatra Selene och deras sexårige lillebror Ptolemaios Filadelfos, fördes som statsfångar till Rom. I Rom fick de tio år gamla tvillingarna gå i Octavianus triumftåg över Egypten fängslade med kedjor av guld efter en bild av deras mor med en giftorm slingrande om armen. Deras lillebror nämns dock inte i triumftåget.  
Efter triumftåget överlämnades barnen som fosterbarn till Octavianus syster Octavia Thurina Minor, som ska ha tagit hand om dem som om de vore hennes egna. Någon gång mellan 25 och 20 f.Kr gifte sig Kleopatra Selene med kung Juba II av Mauretania. Enligt antika källor ska Octavianus ha avstått från att döda hennes bröder som en bröllopsgåva åt henne. Det finns dock inga källor som nämner hennes bröder efter detta, något som borde ha förekommit om de hade levt som vuxna. Deras öden är okända.